# Carl Hamilton
Carl Hamilton é um agente secreto fictício de uma série de romances de aventuras, criado pelo escritor sueco Jan Guillou.
Além de agente secreto, Carl Hamilton é mergulhador de ataque, tendo recebido formação e treino na CIA e nos SEAL americanos. Apesar de ser proveniente da nobreza sueca, é declaradamente socialista, tendo até sido comunista durante os tempos de estudante. É o personagem principal de 11 romances e de vários filmes.

## Livros com o agente secreto Carl Hamilton
- Coq Rouge (1986)
- Den demokratiske terroristen (1987)
- I nationens intresse (1988)
- Fiendens fiende (1989)
- Den hedervärde mördaren (1990)
- Vendetta (1991)
- Ingen mans land (1992)
- Den enda segern (1993)
- I hennes majestäts tjänst (1994)
- En medborgare höjd över varje misstanke (1995)
- Hamlon (1995)
- Madame Terror (2006 - Tradução: Madame Terror)
- Men inte om det gäller din dotter (2008 - Tradução: Terror)